# تاپیکس
تاپیکس (انگلیسی: TOPIX) از شاخص‌های بازار بورس توکیو است، که در سال ۱۹۶۹ راه‌اندازی شد و هم‌اکنون از ۱۰۰ شرکت تشکیل می‌شود. 